# Сапунена опера
Сапунената опера е художествено произведение, разделено на епизоди, обикновено излъчвано по телевизията или радиото. В него едновременно се развиват няколко отделни истории, често с различни герои, които понякога се пресичат. Всеки епизод на сапунена опера завършва без развръзка в историите, а точно обратното – с нещо, което да кара зрителите или слушателите да очакват следващия епизод.
Латиноамериканските сапунени опери често се наричат теленовели.